# 馬康氏蝰魚
太平洋毒蛇魚（学名：Chauliodus macouni）为輻鰭魚綱巨口鱼目巨口鱼科蝰魚属的其中一種。分布於西北太平洋海域，為深海魚類，棲息深度25-4390公尺，體長可達25.4公分，以魚類及甲殼類為食。太平洋毒蛇魚 Chauliodus macouni 是一種在北太平洋發現的掠食性深海魚類。[1][2]據報道，它是中上層[1]或深海層，晝夜垂直遷移到較淺的水域。[2]太平洋毒蛇魚是毒蛇魚屬的九種不同物種之一。太平洋毒蛇魚往往是最大的物種，[3] 通常長度可達 1 英尺，被認為是深海巨人症的一個例子。太平洋蝰蛇魚的長度與重量關係因性別而異，雌性往往比雄性更長、更重。[4]

## 外部連結
太平洋蝰魚因其體型而被列為最兇猛的深海魚類之一。它們生前呈虹彩深銀藍色，鰭淺色。它們也可以是淺黑色，帶有藍色鰭。太平洋蝰魚的顏色具有所謂的超黑皮膚，可以減少周圍其他生物發光的反射，從而更好地在深海中偽裝。這種超黑的皮膚減少了毒蛇魚身體反射的光量，毒蛇魚利用皮膚中的黑素體來散射光，這些黑素體經過優化以減少反射率。觀察嘴巴和牙齒的弧度，人們可以很容易地辨識出太平洋蝰蛇魚。[5]太平洋蝰蛇的毒牙異常長，其下巴伸出，因此其牙齒可以伸出嘴外。毒牙靠近毒蛇的眼睛。這些毒牙是毒蛇捕殺魚類的方式，毒蛇會高速游向獵物，並在此過程中刺穿獵物。[6]太平洋毒蛇魚的下巴也是鉸接的，以適應其尺寸的大型獵物。[7]它還具有寬鬆的下顎，可以透過促進更快的閉合來改善下顎的閉合，從而更好地捕獲可能更難捕獲的獵物。[8]此外，它的鉸接頭骨使其能夠在攻擊並最終吞下大型獵物時向上旋轉。高速碰撞和咬合力使蝰蛇魚能夠適應高衝擊力。位於頭部正後方的椎骨使用了避震器，與安全氣囊非常相似。在陽光照射明顯少於最上面地區的地區，它們是極佳的機動手段。這歸因於視桿細胞中一種稱為視紫質的蛋白質，它由跨膜蛋白視蛋白和視網膜組成。[9]蝰魚沒有魚鰾，其凝膠狀組織中含有大量酸性糖胺聚醣，推測這些酸性糖胺聚醣可用作可能的浮力機制。[10]

## 扩展阅读
維基物種上的相關：馬康氏蝰魚